# 491
| [ Edytuj tabelę ]          |                                         |
| Cesarz Bizancjum           | - 474 Zenon 491 - 491 Anastazjusz I 518 |
| Król Franków               | - 481 Chlodwig I 511                    |
| Król Kentu                 | - 488 Oisc 512                          |
| Patriarcha Konstantynopola | - 489 Eufemiusz 495                     |
| Władca Korei               | - 413 Changsu 491 - 491 Munja 519       |
| Król Mercji                | - 488 Icel 501                          |
| Król Munsteru              | - 489 Fedlimid 493                      |
| Król Ostrogotów            | - 471 Teodoryk Wielki 526               |
| Papież                     | - 483 Feliks III 492                    |
| Król Persji                | - 488 Kawad I 531                       |
| Król Wandalów              | - 484 Guntamund 496                     |
| Król Wizygotów             | - 484 Alaryk II 507                     |

Rok 491 / CDXCI
stulecia: IV wiek ~
V wiek ~
VI wiek

lata: 481 «
486 «
487 «
488 «
489 «
490 «
491
» 492
» 493
» 494
» 495
» 496
» 501

## Wydarzenia
- 11 kwietnia – Tron Bizancjum objął Anastazjusz Dikoros.
- 20 maja – Cesarzowa bizantyńska Ariadna, wdowa po cesarzu Zenonie, wyszła za mąż za Anastazjusza, nowego cesarza, i zachowała wszystkie swoje dotychczasowe przywileje i wpływy.
- Anglosasi z Sussex pod wodzą Ællego zmasakrowali Brytów w Anderitum.

## Urodzili się
- Jan Malalas, bizantyński kronikarz (zm. 578)

## Zmarli
- 9 kwietnia – Zenon Izauryjczyk, cesarz bizantyński
- Changsu, koreański władca (ur. 394)